# Серно-магниевый элемент
Серно-магниевый элемент — резервный первичный химический источник тока, в котором анодом является магний, катодом — сера в смеси с графитом (до 10 %), а электролитом — раствор хлорида натрия. Сера быстро разрушается солевым электролитом, поэтому такие резервные элементы хранятся в сухом виде и заполняются электролитом лишь при необходимости.
На основе этой пары электродов специалистам исследовательского центра Toyota удалось создать аккумуляторную батарею с очень высокими характеристиками. Они применили новый тип электролита — ненуклеофильные частицы [Mg2(μ-Cl)36THF]+, не разрушающие катод из серы. Однако в аккумуляторе происходит процесс саморазряда — катод из серы подвергается электрохимическому восстановлению, в результате которого образуются полисульфидные анионы, переходящие в раствор, поэтому серно-магниевые аккумуляторы ещё не готовы к производству.

## Характеристики
- Удельная энергоёмкость: 103—128 Вт·час/кг.
- Удельная энергоплотность: 155—210 Вт·час/дм3.
- ЭДС: 1,65 В.